# Flecha Brabanzona Femenina
La Flecha Brabanzona Femenina (oficialmente: Brabantse Pijl Women Elite) es una carrera ciclista femenina de un día que se disputa anualmente en el Brabante Flamenco en la región de Flandes, Bélgica.
Es la versión femenina de la carrera del mismo nombre y su primera edición se corrió el 11 de abril de 2018 como parte del Calendario UCI Femenino 2018 con victoria de la ciclista italiana Marta Bastianelli.

## Palmarés
| Año  | Ganador              | Segundo              | Tercero          |
| ---- | -------------------- | -------------------- | ---------------- |
| 2018 | Marta Bastianelli    | Leah Kirchmann       | Marianne Vos     |
| 2019 | Sofie De Vuyst       | Marta Cavalli        | Coryn Rivera     |
| 2020 | Grace Brown          | Liane Lippert        | Floortje Mackaij |
| 2021 | Ruth Winder          | Demi Vollering       | Elisa Balsamo    |
| 2022 | Demi Vollering       | Katarzyna Niewiadoma | Liane Lippert    |
| 2023 | Silvia Persico       | Demi Vollering       | Liane Lippert    |
| 2024 | Elisa Longo Borghini | Demi Vollering       | Alexandra Manly  |
| 2025 | Elisa Longo Borghini | Marianne Vos         | Femke Gerritse   |

## Palmarés por países
| País           | Victorias |
| -------------- | --------- |
| Italia         | 4         |
| Bélgica        | 1         |
| Australia      | 1         |
| Estados Unidos | 1         |
| Países Bajos   | 1         |